# Skeel
 For alternative betydninger, se Scheel.
Skeel er navnet på en gammel dansk adelsslægt. Nogle medlemmer af slægten anvendte fra ca. år 1700 det mere tyskklingende Scheel (ikke at forveksle med en anden adelsslægt af dette navn). Slægtens våbenskjold er et tredelt skjold, hvor det nederste felt er blåt, de to øverste sølv og rødt. På hjelmen er der to svanehalse der bider i en fingerring. Skjoldmærket findes allerede midt i det 13. århundrede på Sjælland og Skåne. Dens første kendte medlem var Johannes Skeel, der nævnes 1366.

## Slægtens medlemmer
Mange af slægtens medlemmer har gjort sig bemærket i Danmarkshistorien. Heriblandt kan nævnes:
- Ingeborg Skeel (1540-1604) var godsejer i Vendsyssel og barnløs sit ægteskab med Otte Eriksen Banner. Arvede gods fra sin mand og sine forældre, da hun var enebarn.
- Albert Skeel (død 28. november 1568) til Hegnet; oprettede hovedgården Fussingø [1]
- Christen Skeel (1543-1595), søn af ovennævnte Albert Skeel, oprettede hovedgården Ulstrup. Rigsråd [2]
- Albert Skeel (23. november 1572 – 9. april 1639), til Fussingø, Rigsadmiral og lensmand til Riberhus Len [3]
- Christen Skeel til Fussingø (1603-1659) var søn af ovennævnte Albert Skeel. Han var rigsråd og undertegnede sammen med Joachim Gersdorff Roskildefreden 26. februar 1658. Efter Karl 10. Gustavs fredsbrud udsendtes han og Mogens Høeg forgæves for at få Svenskekongen til at overholde aftalen. Som en af Rigsrådets ledere søgte han energisk at hævde dets myndighed overfor Kongen [4]
- Berte Skeel (1644-1720), der var datter af Christen Skeel til Fussingø, var gift med generalløjtnant Niels Rosenkrantz. Hun stiftede 1699 sammen med Fru Margrethe Ulfeldt, Niels Juels Enke, Roskilde Adelige Jomfrukloster.
- Mogens Skeel (1650-1694) var søn af Christen Skeel til Fussingø og var diplomat for Christian 5. og formentlig medforfatter til en satire om den ny adel:  »Grevens og Friherrens Komedie«; han oprettede 1688 Stamhuset Fussingø.
- Otte Skeel (1636-1696) fætter til Mogens Skeel oprettede 1696 stamhuset Birkelse, der endnu ejes af en efterkommer af hans broder Jørgen Skeel.
- Jørgen Erik Skeel (1737-1795), oldebarn af Jørgen Skeel til Birkelse, blev efter Struensees fald 1772 finansdeputeret, 1788 justitiarius i Højesteret, 1789 Statsminister og 1790 ridder af elefanten.
- Sophus Frederik Erik Otto Skeel (1836-1897), oldebarn af Jørgen Erik Skeel, var fra 1876—84 formand for Foreningen af jydske Landboforeninger, 1887 landstingsmand.
- Erik Vilhelm Robert Skeel (1818-1884), der var af en yngre linje af slægten, var i 1859 medlem af Landstinget, 1864-70 af Rigsrådets Landsting, 1875-84 og indenrigsminister under Estrup; han var en udpræget landbopolitiker og modvillig overfor det københavnske liberale højre. Han gennemførte flere betydningsfulde love om husmands-kreditforeninger, sparekasser, varemærker og statens overtagelse af de sjællandske jernbaner.

En yngre slægtslinje nedstammer fra Jørgen Skeel (1578-1631) til Sostrup og Gammel Estrup. Han var rigsmarsk og var yngste søn af ovennævnte Christen Skeel (d. 1595).
- Christen Skeel (den rige) (1623-1688) var søn af Jørgen Skeel til Gammel Estrup og gift med Birgitte Rosenkrantz. Han samlede en mængde gods og jord og kaldtes »den rige«. Han var medarbejder på Danske Lov; han nægtede som to af tolv dommere at underskrive Griffenfelds dødsdom.

- Christen Skeel (1695—1731) var sønnesøn af Christen den Rige; hans mor oprettede 1697 Stamhuset Gammel Estrup, selv blev han 1725 greve og oprettede Grevskabet Scheel, et navn slægten siden har ført.
- Frederik (Fritz) Christian Rosenkrantz Skeel (Scheel) (1833-1912), var 1879-95 medlem af folketinget og 1895-1912 kongevalgt landstingsmand.